# Jászágó
Jászágó là một thị trấn thuộc hạt Jász-Nagykun-Szolnok, Hungary. Thị trấn này có diện tích 36,93 km², dân số năm 2010 là 713 người, mật độ 19 người/km².